# Les Voiliers du soleil
Les Voiliers du soleil est un roman de science-fiction de Gérard Klein publié en 1961. Il fait partie d'une série de trois romans, intitulée La Saga d'Argyre, publiée aux éditions du Fleuve noir dans les années 1960, et dont il constitue le deuxième volet.

## Présentation de l'œuvre
Rédigé par Gérard Klein, probablement en 1959 ou 1960, Les Voiliers du soleil a été publié initialement dans la collection Anticipation du Fleuve noir sous le pseudonyme de Gilles d'Argyre. Le roman appartient au genre du space-opéra dans sa forme la plus classique et emprunte certaines de ses thématiques à l’œuvre Van Vogtienne. On reconnaîtra ainsi dans le personnage de Jor Arlan celui du sur-homme au-dessus de la mêlée cher à cet auteur. Quant au thème du voilier à propulsion solaire qui fait le titre du livre, Gérard Klein en a revendiqué la paternité de l'idée, du moins pour son aspect littéraire, à égalité avec Cordwainer Smith, et en ces termes : 

« Je me mis, sans doute dès 1959, à un deuxième volume de ce que je voyais comme une saga familiale, celles des Argyre, et ce fut “Les Voiliers du soleil”. Je fus donc, sans conteste possible, le premier auteur à utiliser dans une fiction le concept de voile solaire même si je n'ai pas inventé l'idée. Cordwainer Smith est généralement crédité de cette introduction mais la nouvelle où il fit usage des voiles solaires ne fut publiée en anglais qu'en 1960 et bien plus tard en France. Pierre Boulle décrit une voile solaire au tout début de la Planète des singes (1963). Quant à Arthur C. Clarke, il lui fallut attendre 1964. (J'accorde l'ex æquo à Smith mais pas à Boulle ni à Clarke.) »

Le roman a été republié en 1987 chez J'ai Lu dans une version remaniée, mais qui, selon l'auteur, est assez proche de l'original, celui-ci s'étant contenté d'en « réviser l'écriture et d'éliminer quelques naïvetés excessives ».

## Résumé
À bord d'un vaisseau spatial propulsé par une voile solaire, Ina d'Argyre, la fille d'Archim Noroit, l'homme qui a réussi à terraformer la planète Mars, est en route pour la base spatiale Uraniborg qui orbite autour de Ganymède. Depuis sa plus tendre enfance, et bien qu'elle n'ait jamais vu son visage, Ina d'Argyre nourrit un amour secret pour Jor Arlan dont elle admire les grandes connaissances et les réalisations scientifiques.
Jor Arlan est un personnage mystérieux. Personne ne l'a jamais rencontré puisqu'il vit dans une base à la surface de Ganymède dont l'accès est interdit aux visiteurs. En cherchant à affréter un vaisseau spatial pour atterrir sur le satellite de Jupiter, Ina d'Argyre est enlevée par un mutant étrange, dépourvu d'yeux et doté de six doigts, qui lui injecte une drogue la rendant amnésique.

## Extraits
- « Car le grand navire était un voilier du soleil. Il ressemblait à une fleur, à une immense corolle épanouie, brillante et circulaire, de plusieurs kilomètres de diamètre. Cette fleur était une voile. Elle ne rappelait guère les voiles carrées ou triangulaires dans lesquelles venaient s'engouffrer les vents de la Terre. Il n'y a pas le moindre souffle de brise dans l'espace. Le seul vent qui existe dans le vide est émis par le soleil : c'est la lumière. » (éd. J'ai Lu, p. 6).